# Pélem-Pélem
Pélem-Pélem est une localité située dans le département de Diguel de la province du Soum dans la région Sahel au Burkina Faso.